# 象棋通用引擎协议
象棋通用引擎协议（英語：Universal Chess Interface，简称UCI）是一个开放的通信协议，它使得象棋引擎可以与用户界面进行通信。

## 历史
2000年11月，UCI协议发布。该协议由Rudolf Huber和Stefan Meyer-Kahlen（Shredder的作者）设计，UCI协议与随 XBoard/WinBoard推出的旧版“Chess Engine Communication Protocol”竞争。
2002年，营销Fritz的国际象棋软件公司Chessbase开始支持UCI，此前只有少数接口和引擎支持。
截至2021年，已知有超过300个引擎直接支持UCI协议。